# Garw Valley
Garw Valley (en anglais) ou Cwm Garw (en gallois) est une communauté du borough de comté de Bridgend, au pays de Galles.
Comme son nom l'indique, elle est centrée sur la vallée de la Garw (en), un affluent de l'Ogmore (en). Elle comprend les villages de Blaengarw (en) (près de la source de la Garw), Pontycymer, Llangeinor (en) et Bettws (en). 
Au recensement de 2011, elle comptait 7 784 habitants.